# ماي فرنتش شيلدون
ماي فرنتش شيلدون (بالإنجليزية: May French Sheldon)‏ (10 مايو 1847 في الولايات المتحدة - 10 فبراير 1936، لندن في المملكة المتحدة)؛مترجمة، كاتِبة وروائية أمريكية.